# Meliboeus morawitzi
Meliboeus morawitzi es una especie de escarabajo del género Meliboeus, familia Buprestidae. Fue descrita científicamente por Semenov en 1905.